# Período de rotación

Asteroide rotando sobre su eje

En un movimiento de rotación periódico, no oscilatorio, el período de rotación hace referencia al tiempo que debe transcurrir entre dos pasos sucesivos del cuerpo que realiza el movimiento por la misma posición. 
En el caso de que un cuerpo presente un movimiento de rotación con velocidad angular constante {\displaystyle \omega \,} alrededor de un eje fijo, su periodo de rotación será:

{\displaystyle 2\pi =\omega T\qquad \qquad \Rightarrow \qquad \qquad T={\frac {2\pi }{\omega }}}

Así, en astronomía, el periodo de rotación corresponde al tiempo que emplea un objeto astronómico para completar una rotación o vuelta alrededor de su eje de rotación.